# Trichoniscus racovitzai
Trichoniscus racovitzai là một loài chân đều trong họ Trichoniscidae. Loài này được Tabacaru miêu tả khoa học năm 1994.